# Île des Buteaux
L'île des Buteaux est une île sur la Loire, en France, appartenant administrativement à Saint-Pierre-des-Corps.

## Description
Il s'agit d'une longue île de près de 1,8 km sur une largeur n'atteignant pas 200 m. Elle présente la particularité d'être à une altitude plus élevée (51 m) que le reste du territoire de Saint-Pierre-des-Corps dans la plaine alluviale (48, voire 47 m).

## Histoire
L'île des Buteaux est inscrite dans le périmètre de la zone naturelle d'intérêt écologique, faunistique et floristique (ZNIEFF) des « ilots et grèves à sternes de l'agglomération tourangelle », où nichent deux espèces de sternes ; elle est aussi habitée par le Castor d'Europe. Cette ZNIEFF est elle-même recouverte par deux sites du Réseau Natura 2000, le site de « La Loire de Candes-Saint-Martin à Mosnes » et le site de la « Vallée de la Loire d'Indre-et-Loire ».
Dans un cadre plus large, l'île est inscrite dans le Val de Loire entre Sully-sur-Loire et Chalonnes, inscrit en 2000 au titre du patrimoine mondial par l'Organisation des Nations unies pour l'éducation, la science et la culture (UNESCO) pour ses paysages, ses lieux historiques, ses monuments et ses activités agricoles.
Un projet touristique de découverte de la faune et de la flore ligériennes, comprenant l'île, est en cours depuis 2016 mais des associations de défense de l’environnement s’opposent au projet.